# فيمكه هيمسكيرك
فريدريك جوهانا ماريا "فيمكه" هيمسكيرك (ولدت في 21 سبتمبر 1987) هي لاعبة سباحة هولندية متخصصة في السباحة الحرة، ولكنها تتمتع أيضًا بسباحة ظهر قوية ومختلطة. شاركت ضمن الفريق الهولندي، تحمل الرقم القياسي العالمي في سباق التتابع الحر القصير 4 × 50 متر وفي السابق سباق التتابع الحر 4 × 100 متر، وسباق التتابع الحر 4 × 200 متر، وكلها أقيمت في الدوحة عام 2014. وعلى المستوى الفردي، حطمت الأرقام القياسية الوطنية في ستة أحداث، أربعة في سباقات المسار الطويل، وسباق 100 متر وسباق 200 متر سباحة حرة، وسباق 100 متر ظهر، وسباق 200 متر فردي متنوع، واثنان في سباقات المسار القصير، وسباق 200 متر سباحة حرة وسباق 200 متر فردي متنوع. 